# Ken Pogue
Kenneth Pogue (ur. 26 lipca 1934 w Toronto, zm. 15 grudnia 2015 w  Victorii) – kanadyjski aktor.

## Życiorys
Występował w sztukach Williama Shakespeare’a na Stratford Festival w Stratford w Ontario, na scenie Tyrone Guthrie Theatre w Minneapolis, Crest Theatre i Canadian Players.
Po udziale w telewizyjnej wersji Henryka V (1966) jako kuzyn tytułowego króla, zagrał księcia Buckinghama w adaptacji telewizyjnej powieści Aleksandra Dumasa Trzej muszkieterowie (1969), sfilmowanej wersji produkcji scenicznej Festiwalu Stratford w Kanadzie z 1968. W dramacie sensacyjno–przygodowym Daniela Petriego Podwodna odyseja (The Neptune Factor, 1973) wystąpił w roli nurka Thomasa. W 1980 zdobył nominację do Nagrody Genie za występ w dramacie Every Person Is Guilty (1979). Rozpoznawalność wśród telewidzów zapewniła mu rola majora Jonathana B. Clacka w serialu Global / CBS Addderly (1986–1987).
Był żonaty z aktorką Dianą Barrington.
Zmarł 15 grudnia 2015 w wieku 81 lat na przerzutową chorobę nowotworową.

## Filmografia

### Filmy
- 1973: Podwodna odyseja (The Neptune Factor) jako nurek Thomas
- 1980: Wirus (Virus) jako dr Krause
- 1983: Martwa strefa (The Dead Zone) jako wiceprezydent
- 1986: Akt zemsty (Act of Vengeance) jako Earl Skidmore
- 1987: Śmiertelnie mroźna zima (Dead of Winter) jako oficer Mullavy
- 1996: Zły wpływ księżyca (Bad Moon) jako szeryf Jenson
- 2000: Wspaniały Joe (Beautiful Joe) jako Lou
- 2000: 6-ty dzień (The 6th Day) jako mówca

### Seriale
- 1987: Airwolf jako prof. Barton Saunders
- 1990: MacGyver jako szeryf
- 1994–1995: Na południe (Due South) jako Gerard
- 1995: Nieśmiertelny (Highlander: The Series) jako Simon Lang
- 1996: Po tamtej stronie (The Outer Limits) jako pan Jones
- 1996: Gliniarz z dżungli (The Sentinel) jako Mickey O’Toole
- 1997: Po tamtej stronie (The Outer Limits) jako Dean Hardwick
- 1997–1999: Millennium (Millennium) jako Tom Miller
- 1998: Po tamtej stronie (The Outer Limits) jako Ian Harper
- 2005: Cyrograf (The Collector) jako diabeł / właściciel zakładu pogrzebowego
- 2011: Fringe: Na granicy światów (Fringe) jako Derek Merchant
- 2013: Szkarłatna wdowa (Red Widow) jako Laszlo